# Congregatio Jesu
Congregatio Jesu (latinsky „Společenství Ježíšovo“), dříve Institut blahoslavené Panny Marie (někdy označované také jako anglické panny), jsou ženskou řeholní kongregací s původním účelem vzdělávání dívek, založenou v roce 1609 Mary Wardovou.

## Historie
Řád založila roku 1609 Angličanka Mary Wardová (1585–1645) ve flanderském městě Saint-Omer. Za základ si vzala konstituci Ignáce z Loyoly, používanou Tovaryšstvem Ježíšovým neboli jezuity. 
Kongregace byla definitivně schválena až po smrti zakladatelky kvůli průtahům, způsobeným na tehdejší dobu neobvyklými formami působení ve světě a bez klauzury. Hlavním posláním anglických panen je výchova dívek ve školách a péče o potřebné v domovech důchodců a v nemocnicích.

### V Čechách
V Čechách působí od roku 1746 v Praze na Malé Straně, nejdříve v domě Lažanských v Karmelitské ulici č. 19/377, po zrušení kláštera karmelitek (1782) u sv. Josefa a v budovách v Letenské ulici provozovaly dívčí obecnou, později měšťanskou školu a pensionát. V roce 1921 prodaly komplex v Letenské ulici s Vojanovými sady státu, který zde zřídil sídlo Ministerstva financí. Za utržené peníze sestry koupily dům v Nýrsku u Klatov a dva barokní zámky, jeden ve Svojšicích u Kolína a druhý ve Štěkni u Strakonic.
Po únoru 1948 byl zrušen sestrami provozovaný Ústav anglických panen ve Štěkni i škola ve Svojšicích. Ve štěkenském, svojšickém i nýrském domě byly zřízeny domovy důchodců. Od roku 1975 sestry v důchodovém věku obývaly faru v Dobré Vodě v Novohradských horách, mladší sestry převážně pracovaly ve štěkenském domově důchodců. V roce 1985 byly donuceny Štěken opustit. Do Štěkně se vrátily v r. 2001 a faru v Dobré Vodě úplně opustily v r. 2002.
V roce 2009 byla česká provincie sester začleněna do slovenské provincie. V roce 2021 otevřely novou komunitu v Mladé Boleslavi.